# فاندنس (نيافر)
فاندنس (بالفرنسية: Vandenesse)‏ هي بلدية تقع في فرنسا في Canton of Moulins-Engilbert. يقدر عدد سكانها بـ 344 نسمة ومساحتها 32.49 كم2 .